# Запорізьке (Запорізький район)
Запорі́зьке (давніша назва Запорожець) — село в Україні, у Запорізькому районі Запорізької області. Входить до складу Михайлівської сільської громади. Орган місцевого самоврядування — Михайлівська сільська рада.
Площа села — 33,2 га. Кількість дворів — 63, кількість населення на 01.01.2007 р. — 67 чол.

## Географія
Село Запорізьке знаходиться в балці Зайва по якій протікає пересихаючий струмок, вище за течією примикає село Петро-Михайлівка. Поруч проходить автомобільна дорога М18 (E105).
Село розташоване за 30 км від міста Вільнянськ, за 19 км від обласного центру. Найближча залізнична станція — платформа 9 км — знаходиться за 20 км від села.

## Населення

### Мова
Розподіл населення за рідною мовою за даними перепису 2001 року:
| Мова       | Кількість | Відсоток |
| ---------- | --------- | -------- |
| українська | 81        | 76.42%   |
| російська  | 25        | 23.58%   |
| Усього     | 106       | 100%     |

## Історія
Село утворилось як хутір в 1921 р.
В 1932-1933 селяни пережили сталінський геноцид.
З 24 серпня 1991 року село входить до складу незалежної України.